# Combs-la-Ville
Combs-la-Ville je jugovzhodno predmestje Pariza in občina v osrednjem francoskem departmaju Seine-et-Marne regije Île-de-France. Leta 1999 je naselje imelo 20.953 prebivalcev.

## Geografija
Naselje leži v osrednji Franciji 20 km severno od Meluna, 26 km od središča Pariza.

## Administracija
Combs-la-Ville je sedež istoimenskega kantona, v katerega so poleg njegove vključene še občine Moissy-Cramayel, Lieusaint in Réau z 42.459 prebivalci, poleg tega je del leta 1973 ustanovljenega pariškega predmestja Sénart.
Kanton je sestavni del okrožja Melun.

## Pobratena mesta
- Dhali (Ciper),
- Duderstadt (Nemčija),
- Oswestry (Združeno kraljestvo),
- R'Kiz (Mavretanija),
- Salaberry-de-Valleyfield (Québec, Kanada).